# Sandro Porcu

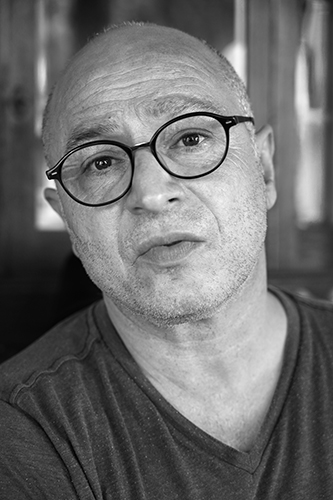
Sandro Porcu, Leipzig (2021)

Sandro Porcu (* 31. Januar 1966 in Caltanissetta, Sizilien) ist ein italienischer Künstler, der im Bereich Bildhauerei und Installation tätig ist.

## Biographie
Sandro Porcu verbrachte seine frühe Kindheit in Caltanissetta, Italien, bevor er mit seinen Eltern nach Süddeutschland emigrierte. Nach einer Lehre als Karosserieblechner eröffnete er 1996 sein Atelier in der Leipziger Baumwollspinnerei. Von 1998 bis 2004 studierte er an der Abendakademie der Hochschule für Grafik und Buchkunst unter der Leitung von Karl-Heinz Appelt.
Im Jahr 2006 war Porcu Mitbegründer der Produzentengalerie Rakete in Berlin. Der Fotograf Jim Rakete zog gegen die Produzentengalerie Rakete vor Gericht. Im juristischen Streit um den Namen unterlag die Galerie und musste sich in Komet umbenennen. 2011 zog Porcu in die Oberlausitz und erhielt einen Lehrauftrag als Künstlerischer Workshop-Leiter an der Hochschule Zittau-Görlitz. Seitdem unterhält er sein Atelier in Schirgiswalde-Kirschau.

## Werk
Porcus künstlerisches Schaffen umfasst die Arbeit mit verschiedenen Materialien, wobei ein besonderer Fokus auf hyperrealistischen Figuren liegt. Eine seiner Figuren ist seit 2007 im Museum der Bildenden Kunst, Leipzig ausgestellt.
2009 entwickelte Porcu gemeinsam mit dem Maler Neo Rauch die Soziale Plastik „3Kick“, die 2010 im Rahmen des Grenzart-Festivals in Schirgiswalde-Kirschau Premiere feierte. Für dieses Projekt erhielt Porcu 2023 von der Deutschen Stiftung für Engagement und Ehrenamt den ersten Platz in der Kategorie „Engagement für innerdeutschen und europäischen Austausch“.
Zu seinen bemerkenswertesten Installationen zählen „The Thinker“ (2008), eine präparierte Ameise in der Haltung des Denkers von Auguste Rodin, sowie „Lumin Campana“ (2010), ein Kronleuchter, der aus einem Kirchenfenster in Pécs, Ungarn, schwingt.
Porcus Arbeiten und Skulpturen spielten im Jahr 2024 eine zentrale Rolle im Film „Bis zur Wahrheit“. Bei den Bodentagen in Nantesbuch lernte Porcu die Ärztin und Schauspielerin Maria Furtwängler kennen. Diese Begegnung führte dazu, dass seine Werke, darunter die Skulptur „Den Himmel kennen wir schon“, eine Schlüsselrolle in dem vom NDR für die ARD produzierten Filmdrama übernahmen. Der Film, in dem Maria Furtwängler und Pasquale Aleardi die Hauptrollen spielten, verknüpft Porcus Kunst auf besondere Weise mit der Handlung.

## Ausstellungen (Auswahl)
- Haus der Kunst, München
- Kunsthaus Kaufbeuren
- Bunkier Sztuki, Krakau
- Kunsthalle Dessau
- Galerie Komet, Berlin
- Galerie Potemka, Leipzig
- Kunstkraftwerk, Leipzig